# 耐氏大鼠
耐氏大鼠（学名：Leopoldamys neilli），一种分布于东南亚越南、老挝、泰国及中国云南地区的小型哺乳动物，隶属于鼠科长尾大鼠属（小泡巨鼠属）。模式产地为泰国北标府。

## 形态特征
模式标本体长217厘米，重219克。面部灰暗，背部为淡褐色，腹部为白色，尾腹面灰白色，尾尖杂色。